# Sammy Fabelman
Sammy Fabelman es un personaje ficticio y el protagonista principal de la película de 2022 de Steven Spielberg The Fabelmans, que Spielberg coescribió con Tony Kushner. Un joven adolescente judío estadounidense que aspira a convertirse en cineasta, se basa libremente en el propio Spielberg y fue interpretado en la película por Gabriel LaBelle.

## Descripción general del personaje
Sammy es el hijo mayor de la familia Fabelman, compuesta por su madre Mitzi (Michelle Williams), su padre Burt (Paul Dano) y sus hermanas menores Reggie (Julia Butters), Natalie (Keeley Karsten) y Lisa (Sophia Kopera). Al igual que Spielberg, es su primera salida al cine en enero de 1952, cuando sus padres lo llevan a los 7 años a ver The Greatest Show on Earth de Cecil B. DeMille, donde descubre su pasión y amor por el cine. Esto lo lleva a recrear la famosa secuencia del choque de trenes de la película con su modelo de tren de juguete que obtiene para Hanukkah ese mismo año, y con eso comienza a hacer sus propias películas a medida que crece.
Durante su estadía en Arizona, Sammy, a los 16 años, se ve influenciado por El hombre que disparó a Liberty Valance (1962) de John Ford mientras lo ve con su tropa de boy scouts, quienes luego lo ayudan a hacer un cortometraje de 8 mm inspirado en él llamado Gunsmog, que le otorga una insignia al mérito por fotografía. También lo ayudan a hacer un cortometraje de la Segunda Guerra Mundial llamado Escape to Nowhere, que resulta en una respuesta emocional de su familia y amigos en la proyección del mismo en una asamblea. Sin embargo, descubre mientras edita las imágenes que tomó de un viaje de campamento familiar que Mitzi ha estado teniendo una aventura con el leal amigo y compañero de trabajo de Burt, Bennie Loewy (Seth Rogen), quien a menudo ha sido visto como un tío sustituto de Sammy y sus hermanas. Esta revelación paraliza su producción cinematográfica y continúa con la mudanza de su familia a Saratoga, California.
Es allí cuando comienza a asistir a Grand View High School y se convierte en el objetivo de dos deportistas, Logan Hall y Chad Thomas, quienes lo insultan de forma antisemita. Más tarde termina saliendo con la devota cristiana Monica Sherwood (Chloe East), quien le pide que filme el Día de la zanja para estudiantes de último año de la escuela, una oferta que finalmente acepta cuando ella menciona que su padre le prestará su cámara Arriflex de 16 mm. Después de mudarse de una casa alquilada a su nueva casa, Mitzi y Burt anuncian su divorcio, lo que deja a la familia, particularmente a Sammy, con el corazón roto. En el baile de graduación, él y Monica se separan después de que esta última revela que no puede dejar de lado sus planes de asistir a la Universidad Texas A&M para unirse a él en Hollywood. Se muestra la película "Ditch Day" de Sammy y recibe una entusiasta respuesta de sus compañeros, pero más tarde, Logan, no contento con la forma positiva en que lo retrata, confronta a Sammy por el asunto. Los dos finalmente llegan a un acuerdo cuando Logan lucha contra Chad cuando intenta atacar a Sammy. Prometen mantener su reacción en secreto, y Sammy responde en tono de broma: "A menos que haga una película sobre eso... lo cual nunca, jamás, voy a hacer".
Un año después, Sammy ahora vive con Burt en Hollywood, donde lucha por encontrar trabajo y considera abandonar la universidad, hasta que recibe una oferta de CBS para trabajar en Hogan's Heroes. Burt finalmente acepta la pasión de su hijo después de ver una fotografía de Mitzi y Bennie juntos en su nueva vida. Bernard Fein, el cocreador del programa, ve las aspiraciones de Sammy y lo invita a conocer al mismísimo John Ford, quien le da a Sammy una lección sobre cómo enmarcar. Cambiado por la experiencia, Sammy felizmente sigue adelante con su sueño.

## Inspiración y casting
El personaje de Sammy Fabelman se basa libremente en el propio Steven Spielberg, con algunos elementos ficticios creados para que se vea y se sienta más original. Sus padres y hermanas se basan en la madre de Spielberg, Leah Adler, el padre Arnold Spielberg y las hermanas Anne, Sue y Nancy. Sobre el significado detrás del apellido "Fabelman", Kushner (a quien se le ocurrió ese nombre) dijo: "Spielberg significa montaña de juegos; 'spieler' es un actor en yiddish, y 'spiel' puede ser un discurso o puede ser un jugar...Quería tener algo de ese significado, y siempre me ha gustado la palabra alemana 'fabel', que significa fábula. Y debido a que la película es autobiográfica para Steven, pero no es una autobiografía, no es un documental, por lo que también hay un elemento ficticio. Así que pensé que 'Fabelman' era un guiño a eso". 
Gabriel LaBelle, quien fue elegido entre más de 2000 candidatos para interpretar el papel, describió que la mayoría de los eventos y situaciones que enfrenta Sammy en la película le sucedieron a Spielberg en la vida real, particularmente el acoso antisemita y su encuentro con John Ford.  El recién llegado Mateo Zoryan Francis-DeFord interpreta al personaje al principio de la película cuando es un niño.
En septiembre de 2022, durante el estreno mundial de la película en el Festival Internacional de Cine de Toronto de 2022, LaBelle reveló que inicialmente no ganó el papel de Sammy después de su primera audición, pero sí al recibir una devolución de llamada tres meses después. Al leer finalmente el guion y enterarse de los detalles de que su personaje es una versión ficticia del propio Spielberg cuando era adolescente durante la mayor parte de la película, recordó: "Cuando estaba audicionando, el nombre del personaje era Teenage Sammy, pensé que no sería Adult Sammy. . . . Recibo el guion y lo estás leyendo durante 30 páginas y él tiene 6 y 8 años. En la página 35 aparece el adolescente Sammy. ¡Está bien! Ahora esta es mi parte. Será una película en tres actos, será Moonlight o algo así. Seguí esperando mi salida, pero nunca llegó".

## Caracterización y representación
Eric Langberg de /Film describió a Sammy como simpático, creativo y alguien que se esfuerza por abrirse camino desde cero como un joven cineasta para lograr sus aspiraciones.  Kole Lyndon Lee de ScreenCraft y Ronald Meyer de Collider señalaron la pasión del personaje por el cine como su propia forma de escapar de sus luchas personales en el hogar y en la escuela, de forma similar a la representación en pantalla del Frank Abagnale que usa sus acciones para escapar de su propia realidad tras la ruptura de sus propios padres en Atrápame si puedes (2002) de Spielberg, lo que refleja las posibles razones por las que Spielberg pudo haber sido atraído para hacer esa película. 
Para lucir el papel, LaBelle se cortó y alisó el cabello, e intentó copiar la forma de caminar, los movimientos de las manos y la forma en que sonreía del propio Spielberg para que el personaje se pareciera más a su inspiración y lo mantuviera fresco y nuevo. También aprendió a filmar con accesorios de cámara de 8 mm y 16 mm, que tenían película real en su interior, en el set, así como a cortar y unir material de película usando las máquinas de edición de películas y proyectores de las décadas de 1950 y 1960. 

### Similitudes y diferencias con Steven Spielberg
Si bien la película se acerca mucho a los eventos de la vida de Spielberg, algunos elementos se crearon exclusivamente para agregar a la ficción de la historia, en particular la creación de Monica Sherwood para que sea la novia de Sammy. Spielberg, como Sammy, descubrió la aventura de su madre a los 16 años y la mantuvo en secreto antes de que Leah y Arnold se divorciaran.  Algunos de los compañeros de clase de la vida real de Spielberg en la escuela secundaria de Saratoga también han afirmado que algunas de las escenas escolares no se desarrollaron exactamente en la vida real como lo hicieron en la película. Un compañero de clase, Phil Pennypacker, reveló que no fueron los deportistas los que persiguieron a Spielberg, sino "un grupo que era gente del tipo club de autos; vestían chaquetas distintivas y conducían autos motorizados". Sin embargo, Spielberg dijo en una entrevista para The New York Times en 1993 mientras promocionaba la Lista de Schindler que, de hecho, fueron dos estudiantes en particular quienes lo acosaron en la escuela, pero no revelaron sus verdaderas identidades.   Ed Potton de The Times señaló que la "escena del pasillo" entre Sammy y Logan era diferente de cómo se desarrolló el encuentro final en la vida real, y Spielberg dijo que el acosador "se convirtió en una persona diferente". Dijo que la película (la película "Ditch Day") lo había hecho reír y que deseaba haberme conocido mejor". Angelo, el Boy Scout a quien Sammy interpretó en Escape to Nowhere mientras vivía en Phoenix, también fue un agresor de Spielberg en la vida real en lugar de ser un amigo suyo como se ve en la película. Joseph McBride, quien escribió la biografía no autorizada de 1997 Steven Spielberg: A Biography, vio la versión de la vida real de este evento como "extremadamente inteligente" ya que Spielberg "puso al niño en una de sus películas" y al hacerlo "hizo que el tipo, si no su amigo, al menos su colaborador", relacionándolo con la forma en que The Fabelmans maneja el tema del control. 

## Recepción
El personaje de Sammy Fabelman fue recibido positivamente, y la interpretación de Gabriel LaBelle obtuvo elogios generalizados de la crítica. Pete Hammond de Deadline Hollywood describió la actuación de LaBelle como "sensacional en todo momento, un joven al que le encantan las películas, pero torturado por los dolores del crecimiento y una familia que se separa". Ryan McQuade de Awards Watch calificó la actuación de LaBelle como la más destacada entre el elenco y elogió al personaje de Sammy como "alguien en quien podemos confiar y con quien conectarnos mientras vemos cómo se desarrolla su historia".  Brian Truitt de USA Today dijo que LaBelle "tira de tu corazón cuando la realización cinematográfica de su personaje, este esfuerzo que adora, se convierte en la lente de un secreto que crea una brecha entre sus seres queridos", relacionándose positivamente con cómo varias escenas hacen que los espectadores vean la película. conviértete en el ojo de Sammy para la cámara. Por su actuación, LaBelle fue reconocido como TIFF Rising Star 2022 en el Festival Internacional de Cine de Toronto y ganó los premios a Mejor Actuación del National Board of Review (empatado con Danielle Deadwyler por Till ) y Mejor Artista Joven en el 28th Critics' Premios Choice .     
Se citó la "escena del pasillo" de la confrontación de Sammy y Logan y su último entendimiento, que termina con Sammy asegurándole a Logan que no le contará a nadie sobre la reacción de este último a la película "Ditch Day" a menos que la convierta en una película. Algunos críticos lo consideran uno de los mejores momentos del personaje en la película, y Peter Volk de Polygon lo calificó como "... un momento poderoso en una película llena de ellos, y va directo al corazón de la historia de Spielberg sobre el innegable poder de "Las imágenes y la responsabilidad de quienes las esgrimen".   A Joyce Carol Oates, autora de la biografía de Marilyn Monroe Blonde, que fue adaptada a una película en 2022, no le gustaba el personaje a pesar de que estaba basado en Spielberg, y escribió "Al hacer una rubia-aria- El antisemita pseudohéroe de la película de su escuela secundaria, el joven Fabelman, desarma a sus enemigos y se gana un pseudo amigo. ¿Es esto un reconocimiento de la trivialidad superficial de la carrera del director como artista? Sus comentarios recibieron reacciones en línea por mostrar falta de respeto hacia el trabajo de Spielberg y hacia los espectadores que se sentían conectados tanto con la película como con el personaje. 